# Эверест. Достигая невозможного
«Эверест. Достигая невозможного» (англ. Beyond the Edge) — новозеландская докудрама 2013 года, снятая в формате 3D. За 3D отвечали те же профессионалы, которые участвовали в создании «Аватара» (2009). В фильме использованы документальные фото-, кино- и аудио-материалы, сделанные во время экспедиции 1953 года.

## Сюжет
В мае 1953 года альпинист из Окленда (Новая Зеландия) Эдмунд Хиллари и его товарищ шерпа Тенцинг Норгей совершили первовосхождение на Эверест, наконец-то покорив самую высокую точку нашей планеты.

## В ролях
- Чад Моффитт — альпинист Эдмунд Хиллари
- Сонам Шерпа — горный проводник Тенцинг Норгей
- Джон Урэйт — руководитель экспедиции полковник Джон Хант
- Джошуа Раттер — альпинист Джордж Лоу[англ.]
- Дэниэль Масгров — альпинист Том Бордиллон[англ.]
- Эрролл Шанд — альпинист Чарльз Эванс[англ.]
- Каллум Грант — альпинист Альфред Грегори[англ.]
- Мэттью Меткалф — альпинист Уилфрид Нойс[англ.]

## Награды и номинации
- 2013 — New Zealand Film and TV Awards:
  - «Лучший режиссёр документального фильма» — победа;
  - «Лучший документальный фильм» — номинация;
  - «Лучший монтаж в документальном фильме» — номинация;
  - «Лучшая операторская работа в документальном фильме» — номинация.
- 2013[англ.] — 3-е место в номинации «Выбор зрителей» на кинофестивале в Торонто.
- 2014 — «Лучший документальный фильм» на кинофестивале Camerimage — победа.